# Ptiloscola affinis
Ptiloscola affinis är en fjärilsart som beskrevs av Rothschild 1907. Ptiloscola affinis ingår i släktet Ptiloscola och familjen påfågelsspinnare. Inga underarter finns listade.